# Società Calcio Faetano
La Società Calcio Faetano és un club de futbol sanmarinès de la ciutat de Faetano.

## Palmarès
- Lliga de San Marino de futbol:[3]

1986, 1991, 1999
- Coppa Titano de San Marino:[4]

1993, 1994, 1998
- Trofeo Federale/Supercopa:[5]

1994